# Homalomena rostrata
Homalomena rostrata là một loài thực vật có hoa trong họ Ráy (Araceae). Loài này được Griff. mô tả khoa học đầu tiên năm 1851.